# Neustadt (Hessen)
Pour les articles homonymes, voir Neustadt.
Neustadt (Hessen) est une municipalité allemande située dans l'arrondissement de Marbourg-Biedenkopf et dans le land de la Hesse. Elle se trouve à l'extrémité orientale de l'arrondissement.